# Nham-hee Völkel-Song

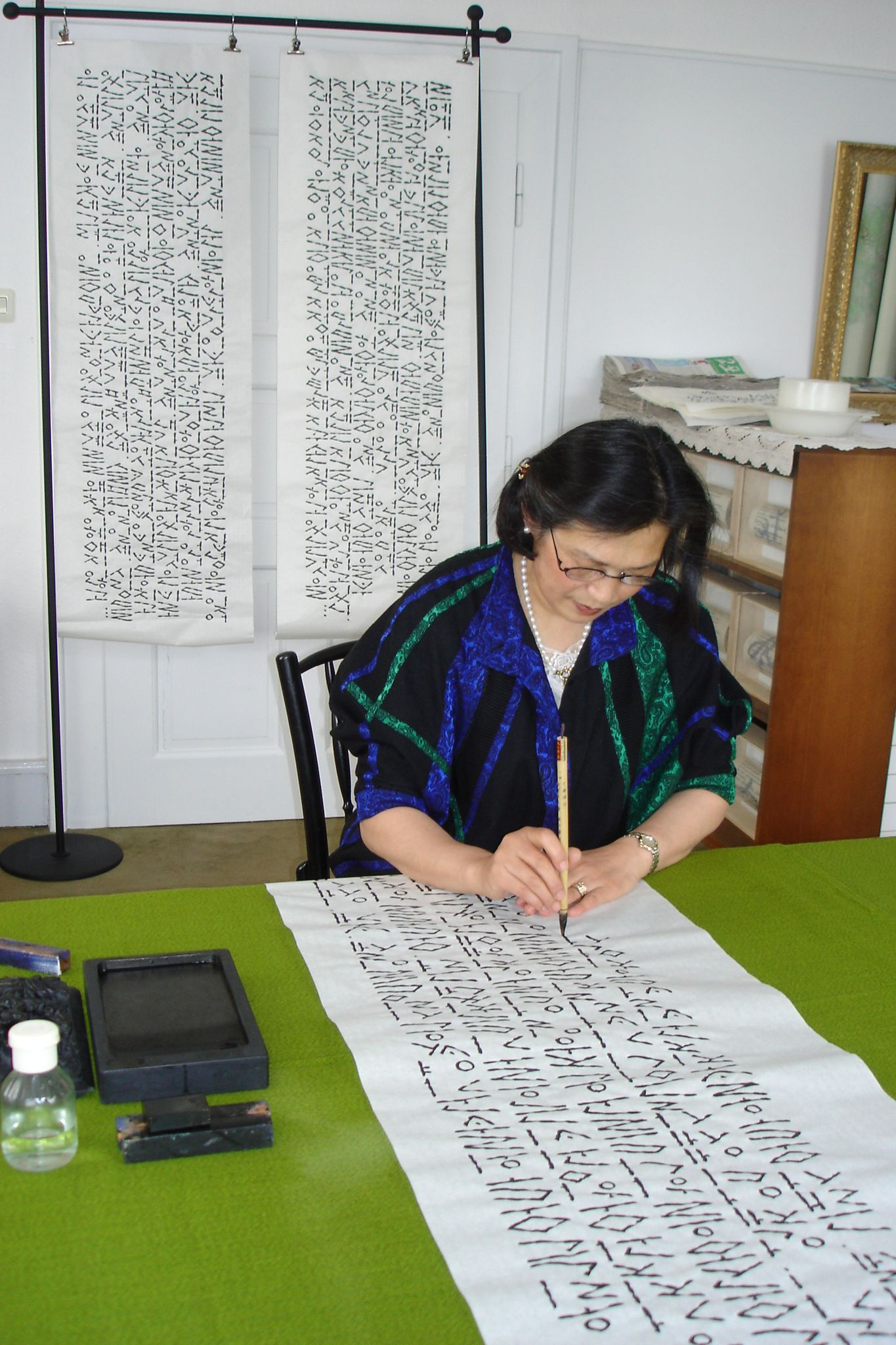
Nham-hee Völkel-Song bei der Kalligraphie-Arbeit (2005)

Nham-hee Völkel-Song (* 1. September 1945 in Namwon, Korea) ist eine deutsch-koreanische Künstlerin mit den Schwerpunkten Malerei, Objekte und Installationen, Haiku, Buchkunst und Kalligrafie. Sie hat eine eigene Sprache in der Kalligrafie-Kunst entwickelt, für die sie 2005 den Leitfaden Neue Koreanische Kalligrafie verfasste und veröffentlichte. Nham-hee Völkel-Song hat verschiedene Auszeichnungen erhalten und stellt bis heute international aus.
Kalligrafie und Poesie sind für die Künstlerin ureigene schöpferische Ausdrucksformen, ausgehend vom koreanischen Ursprung. In ihren klein- und großformatigen Arbeiten, in ihren Gemälden und raumgreifenden Installationen schafft sie Partituren, Texturen und neue Ordnungen, in die wir eintauchen können. Ursula Heyn bezeichnete diesen künstlerischen Dialog als „Kammermusik für die Augen“ (Westfalenpost).

## Werdegang
Noch in Korea wurde die Künstlerin an die Malerei und Kalligrafie herangeführt. Ihre Privatlehrer waren Park, No-Soo u. a. 1967 kam sie nach Deutschland und ließ sich in Bad Berleburg nieder. Hier lebte und arbeitete sie bis 2006. 2007 zog Nahm-hee Völkel-Song nach Berlin, wo sie bis heute künstlerisch tätig ist.
Von 1989 bis 1991 bildete sie sich in Kursen der Bundesakademie für kulturelle Bildung Wolfenbüttel weiter und studierte von 1991 bis 1996 Kulturwissenschaften an der Fernuniversität Hagen. Sie war Gründerin der Wittgensteiner Kunst-Gesellschaft 80 e. V. (1980), wirkte im Vorstand und gestaltete das Vereinsleben aktiv mit. Von 1987 bis 2007 lehrte sie Kalligrafie am Sauerländischen Studienhaus Rüspe, Kirchhundem und gab bis 2013 freie Kurse. 2014 erschien ihr Gedichtband Nan-Seol-Heons Poesie des Elfenreich in deutscher Übersetzung, hg. von der GEDOK Berlin.
1976–2007 war sie Mitglied des Berufsverband Bildender Künstler NRW-Nord/Süd. Seit 2008 ist sie Mitglied in der GEDOK Berlin.

## Auszeichnungen
Nham-hee Völkel Song erhielt 1995 den 1. Preis beim Plakat-Wettbewerb für Berleburger Literaturpflaster. 2000 wurde sie Ehrenmitglied der Wittgensteiner Kunst-Gesellschaft e. V.
2015 wurde ihre Arbeit Mantra in die Berliner Sammlung der Kalligrafie in der Akademie der Künste Berlin aufgenommen. 2023 erhielt sie die Ehrenmitgliedschaft der GEDOK Berlin.

## Werke
Weitere Sammlungen:
- Museum Fantasia M in Gangneung, Korea
- Geburtshaus Heo-Nan-Seol-Heon
- Gedenkhaus Kyosan Heo-Gyun
- Gangneung, Korea.

## Auswahl an Bildern

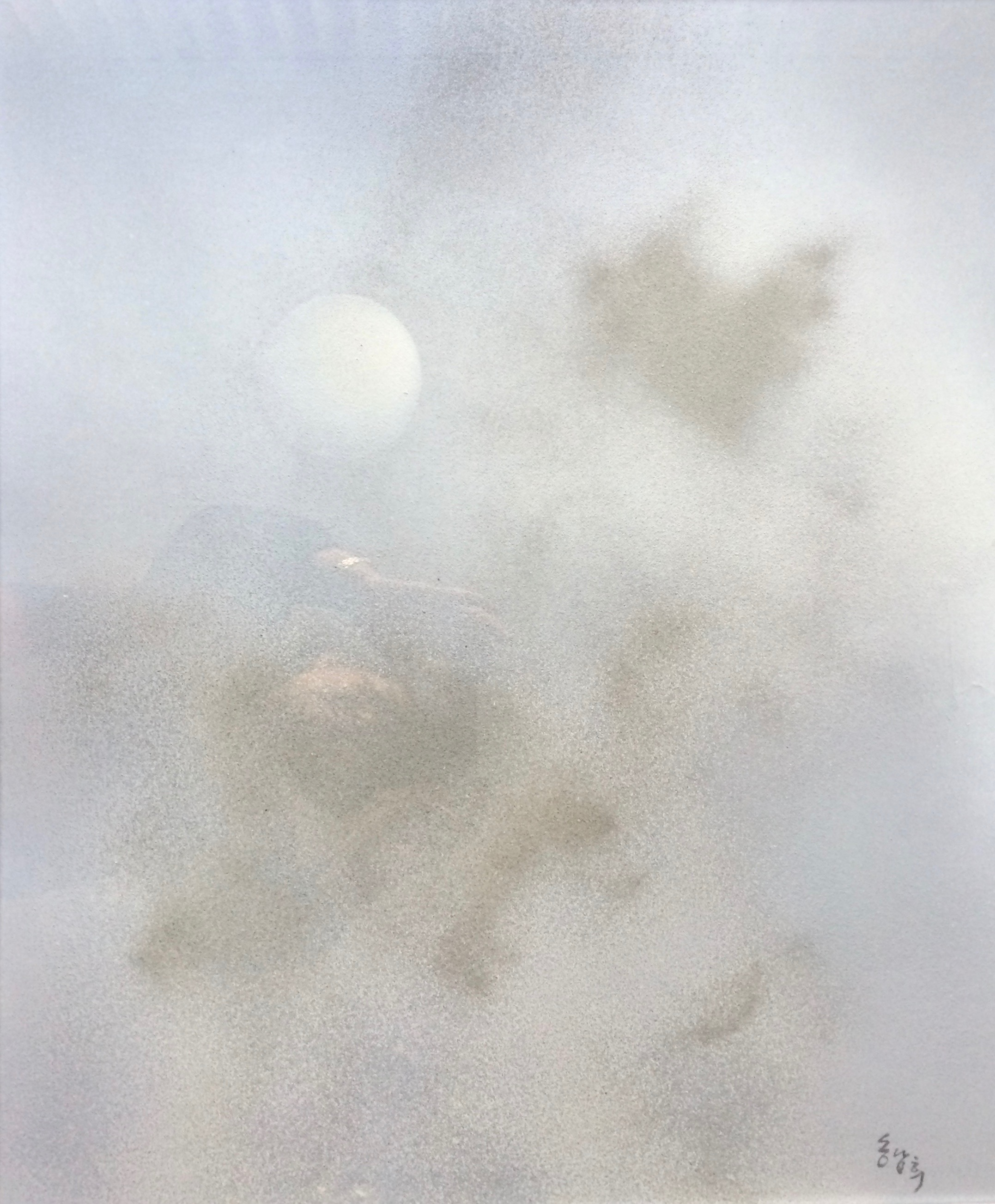
Drüben (1984)
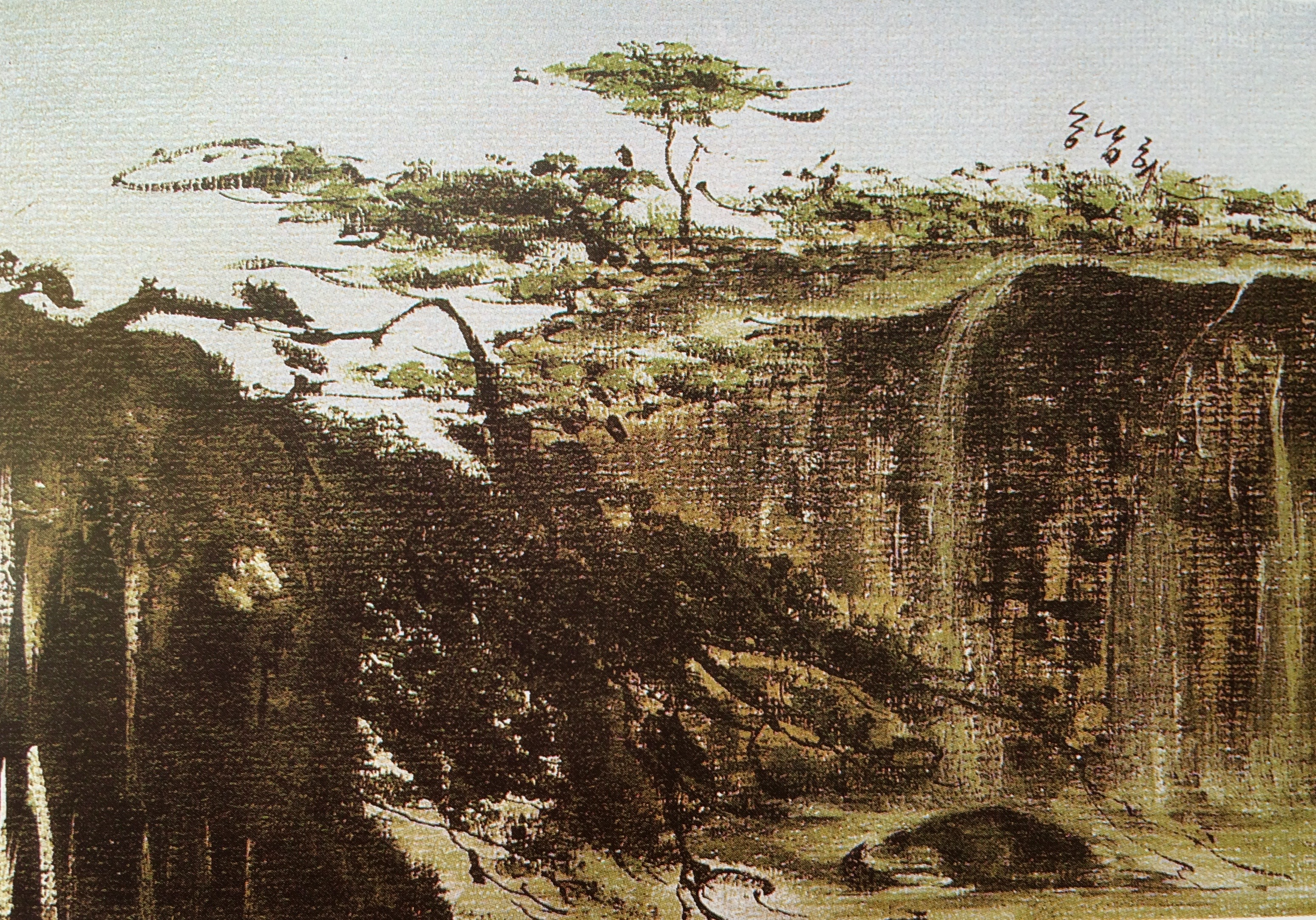
Sommermorgen in Song-nih I (1984)
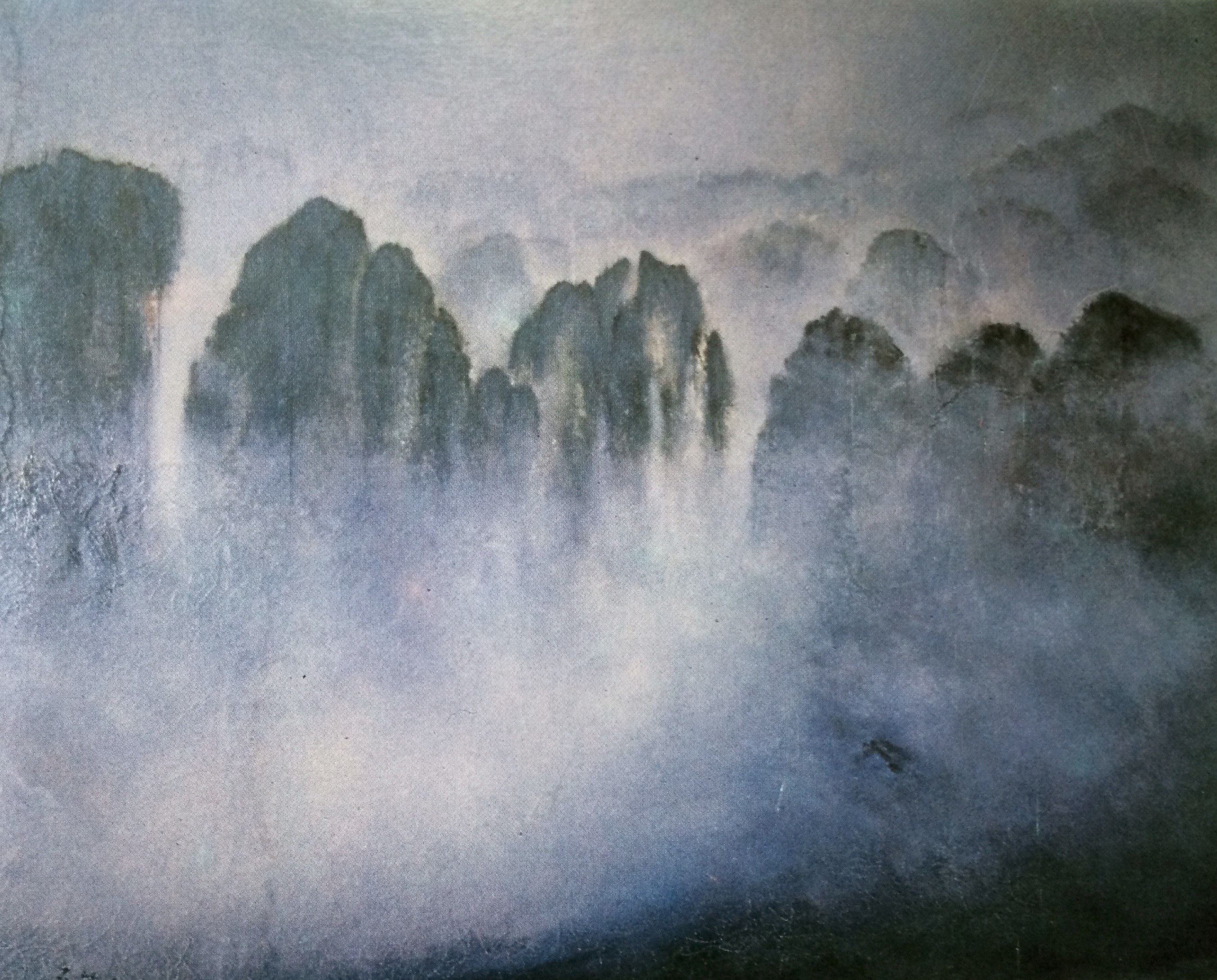
Über den Gipfeln (1990)
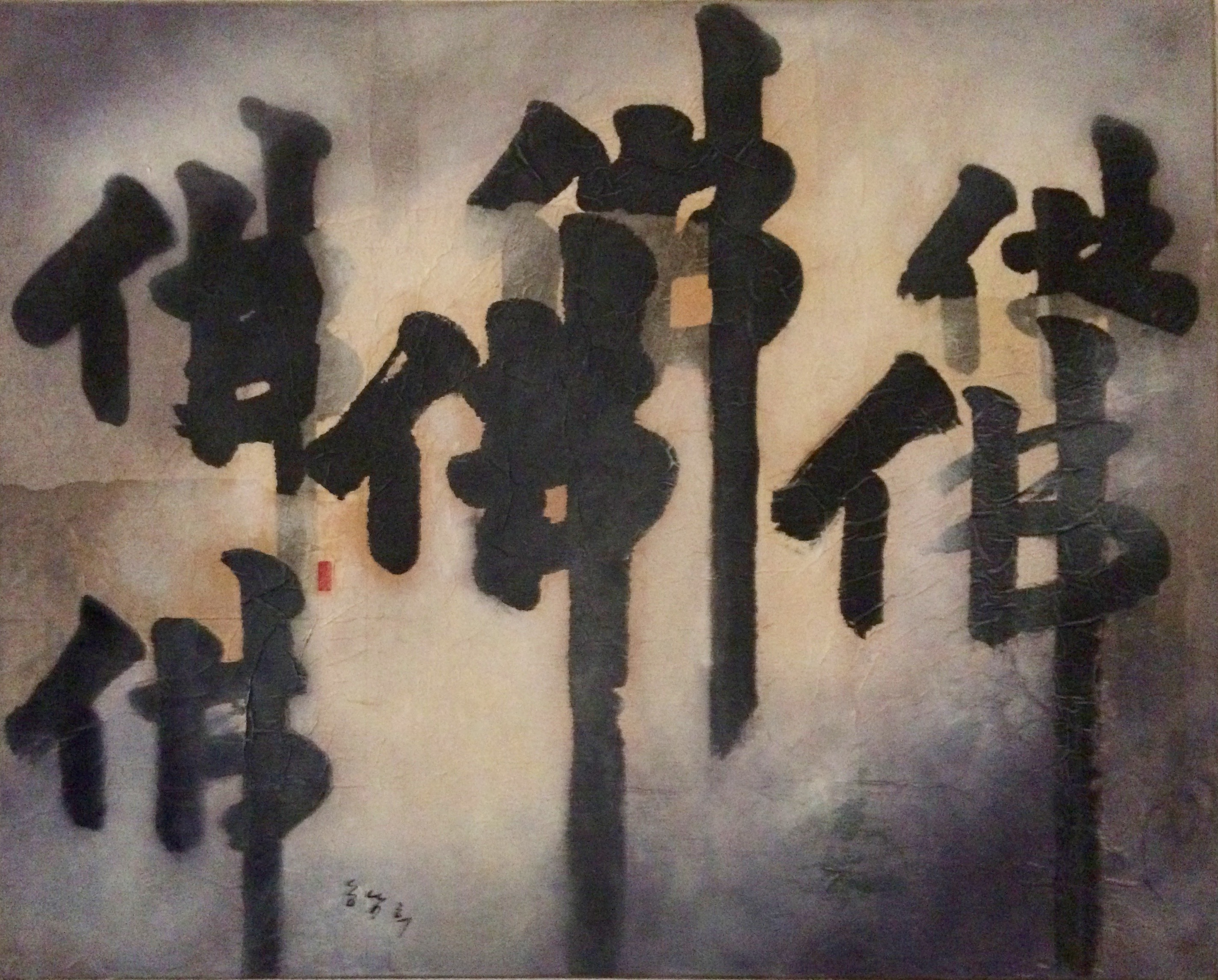
In der blauen Stunde (1991)
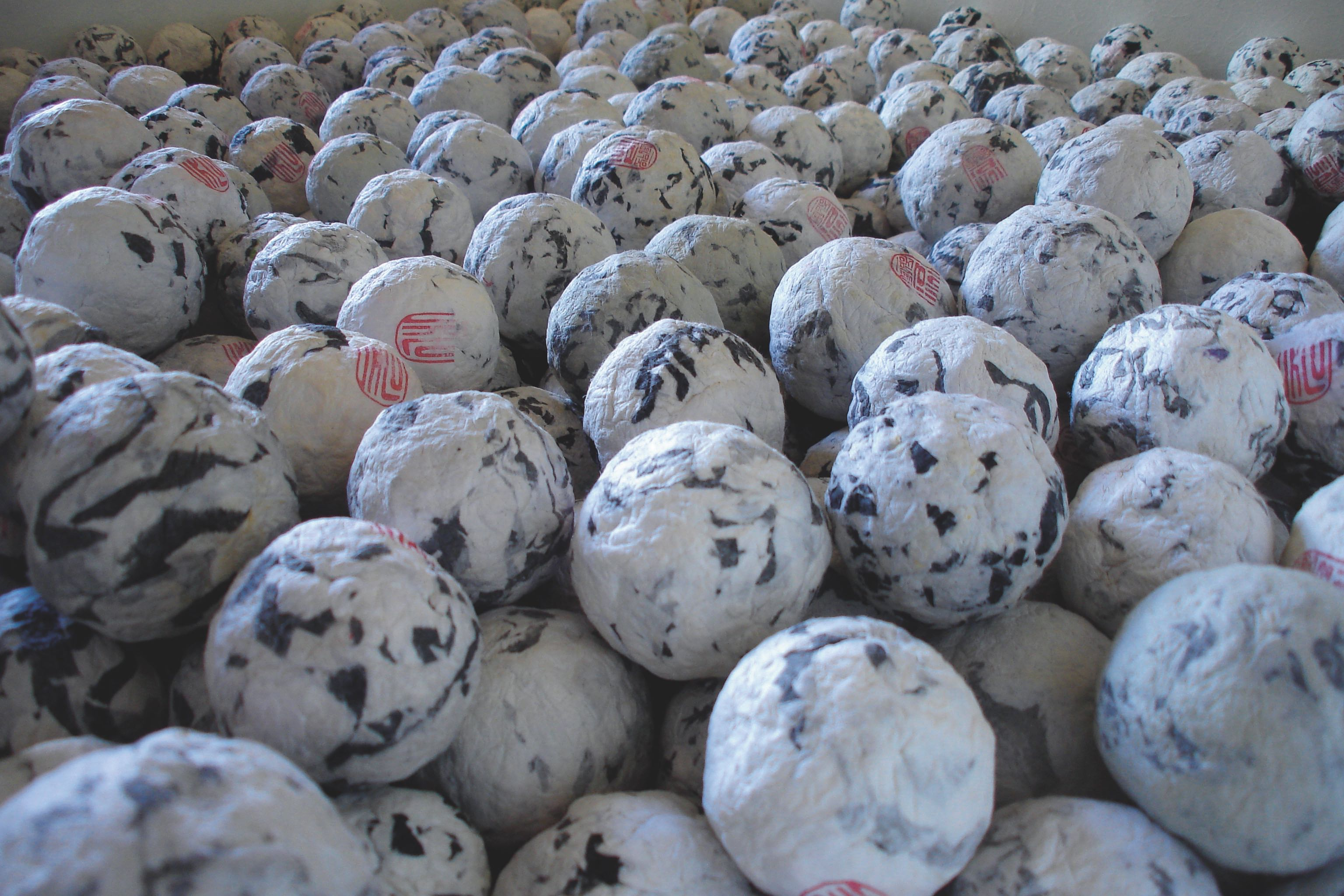
Saatgut der Worte (seit 1991 ~)
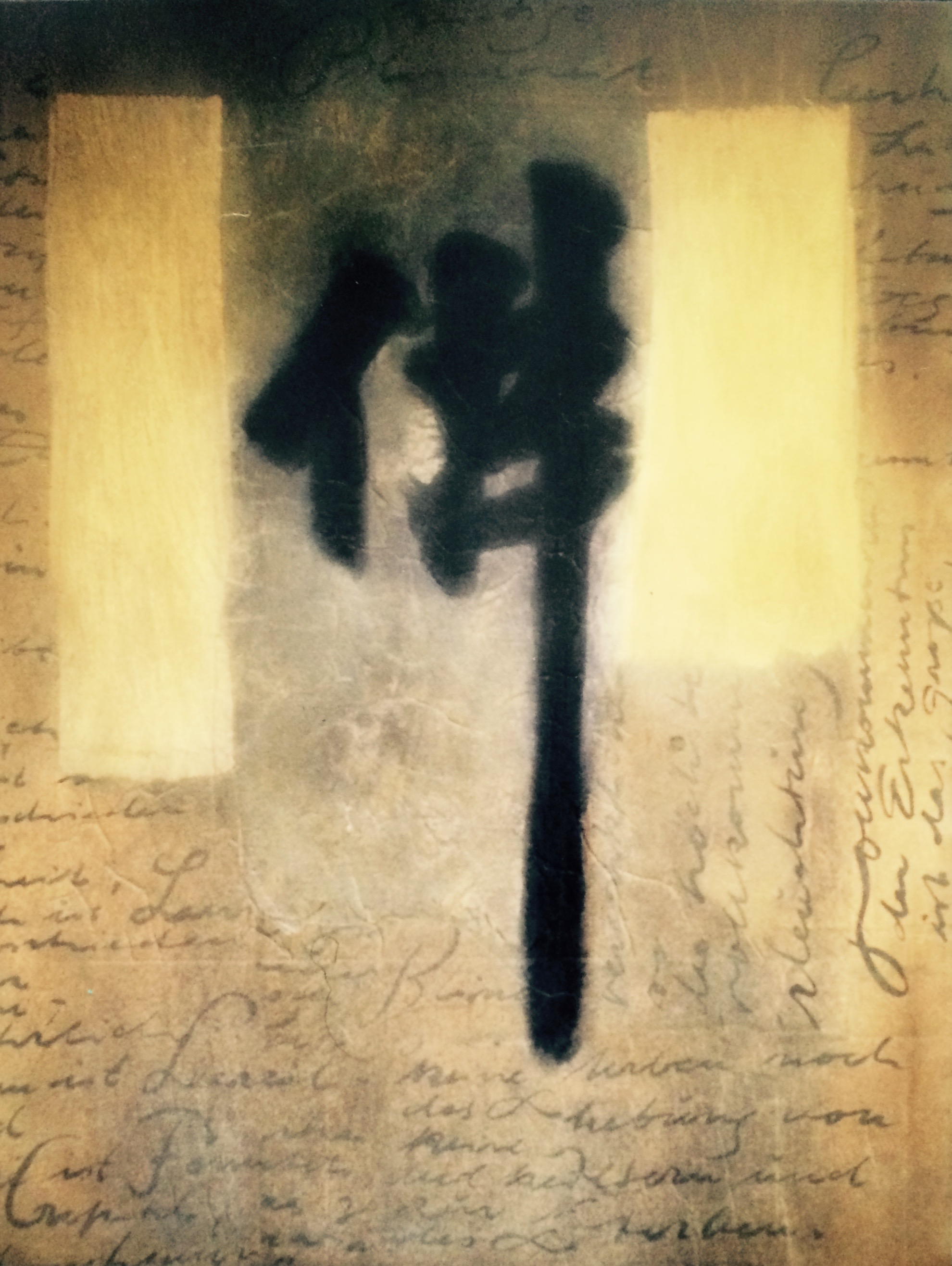
Inmitten der Zeit (1991 1992)
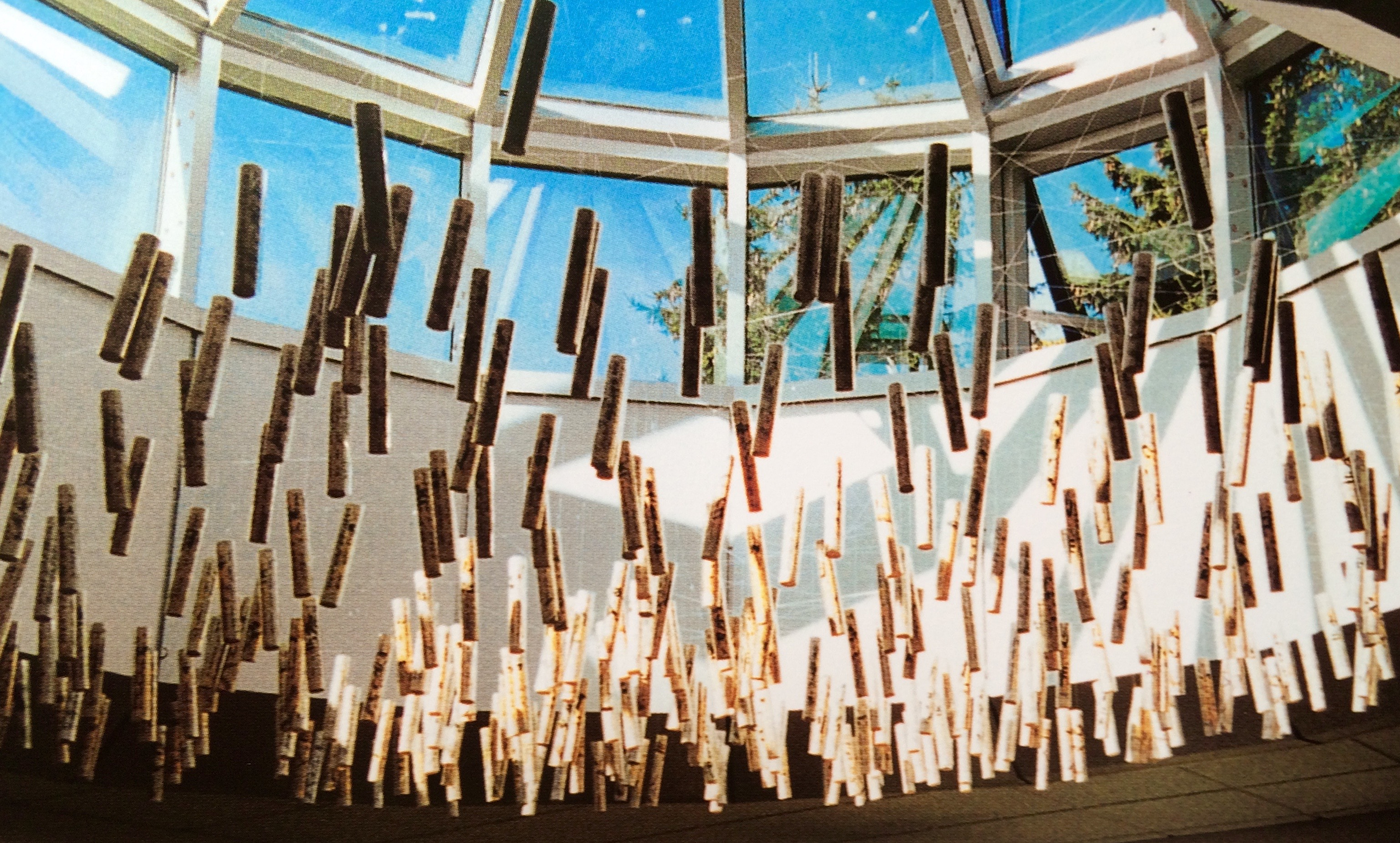
Träume fallen nicht vom Himmel (2004)
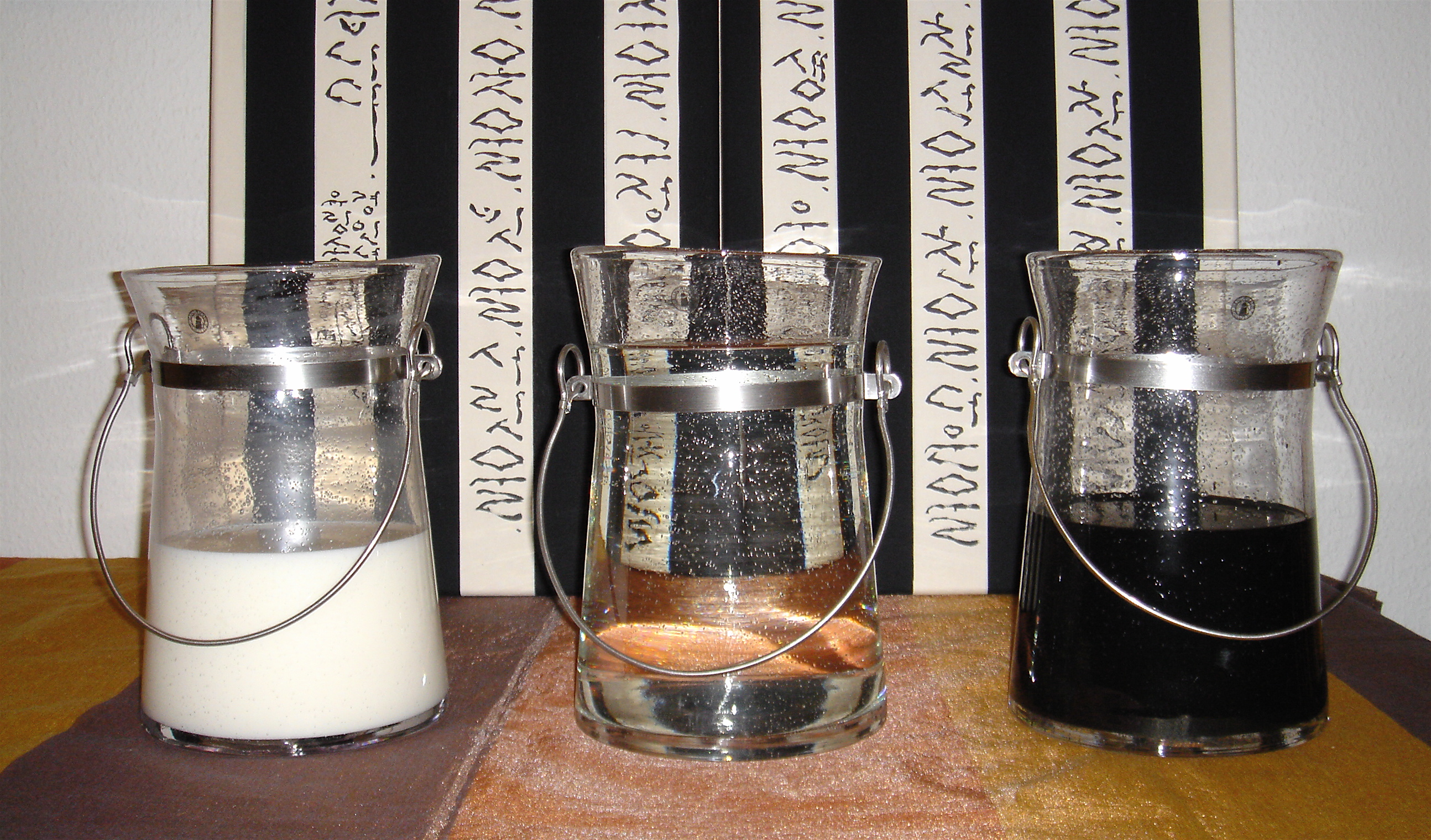
Was ich täglich brauche...
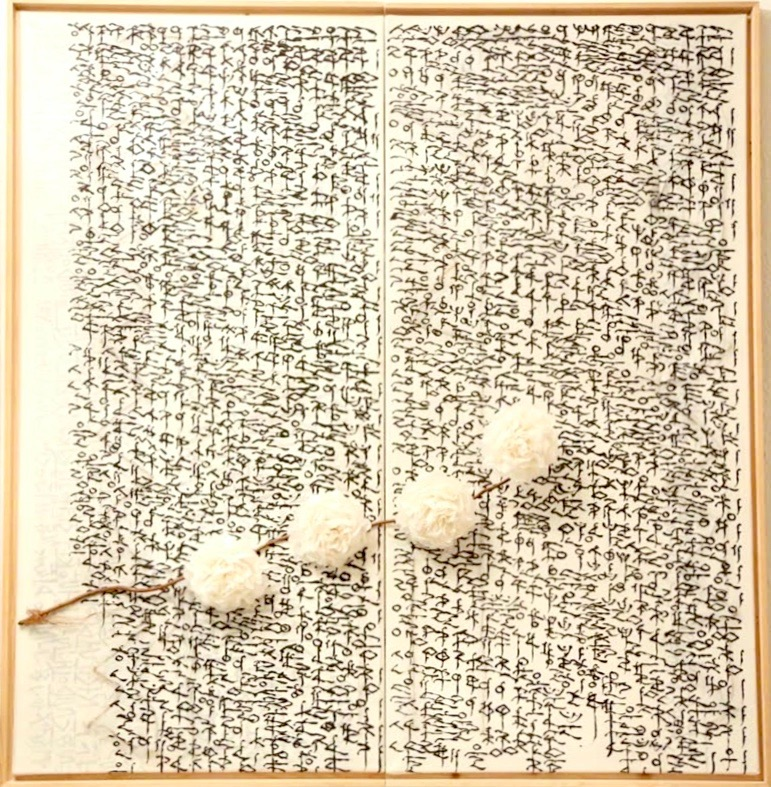
Vegetation (2014) Kalligrafie hoch zwei mit 4 weißen Hanji-Blumen
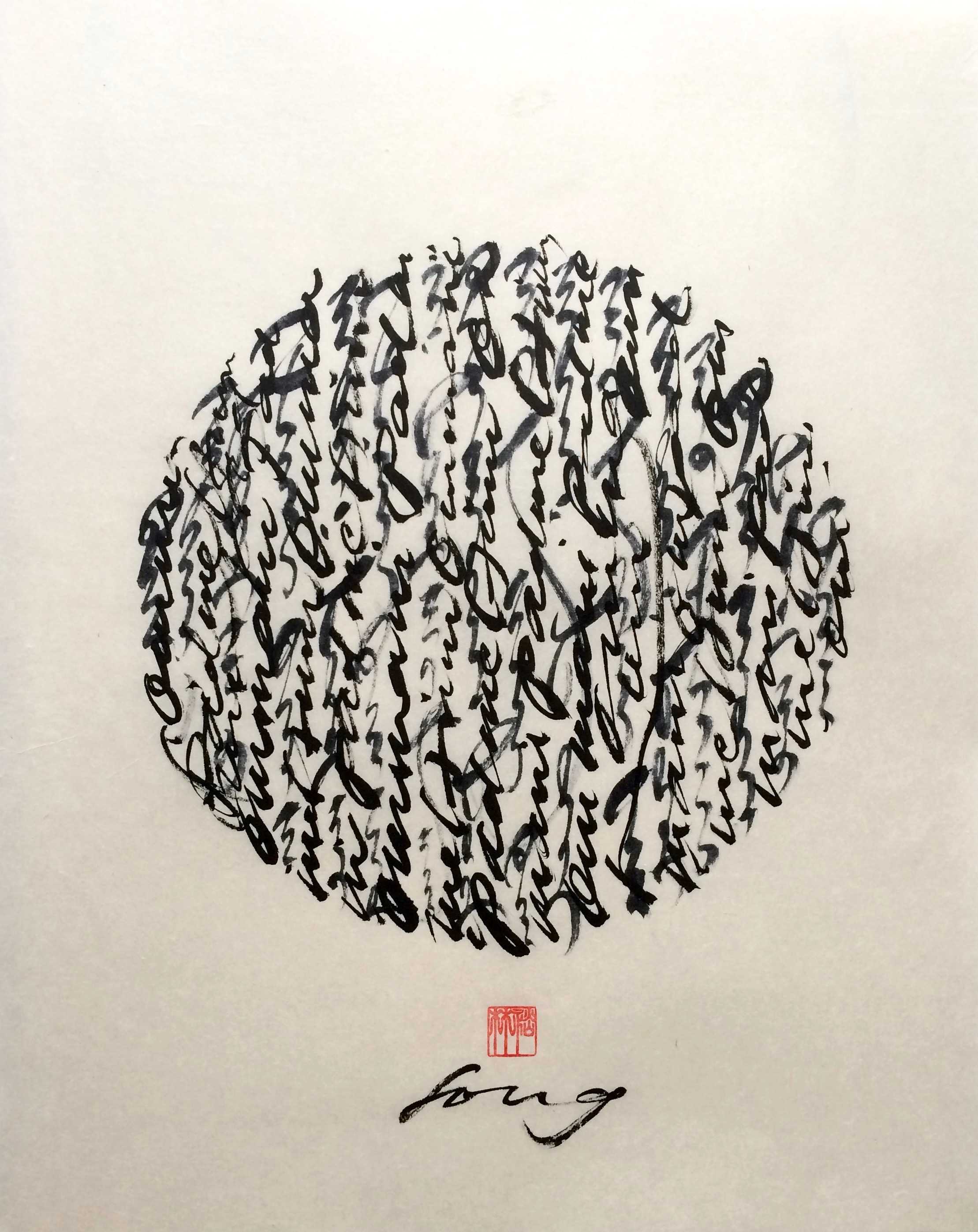
Mantra (2015) Kalligrafie in Deutsch
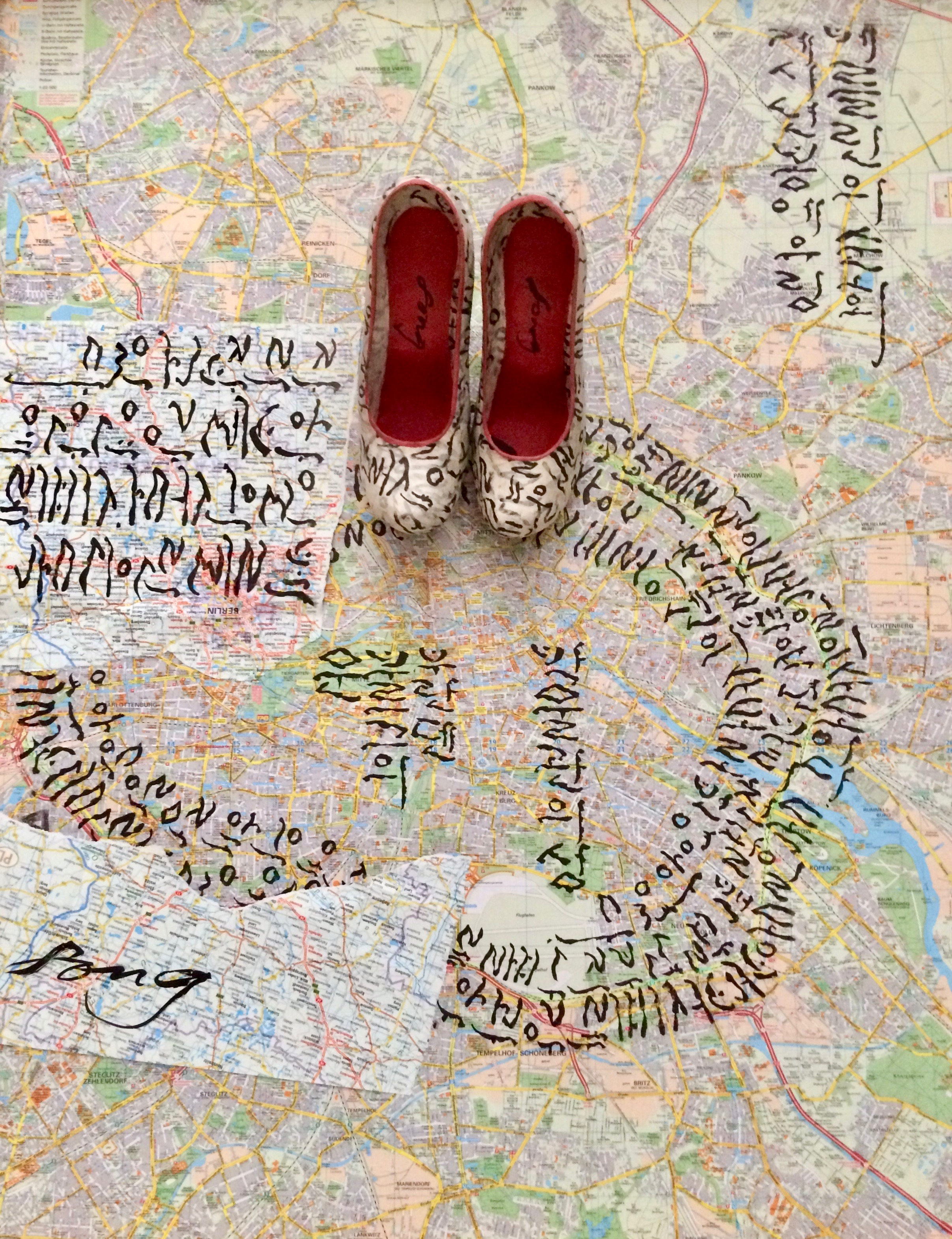
Rundgang durch Berlin (2013–2018)
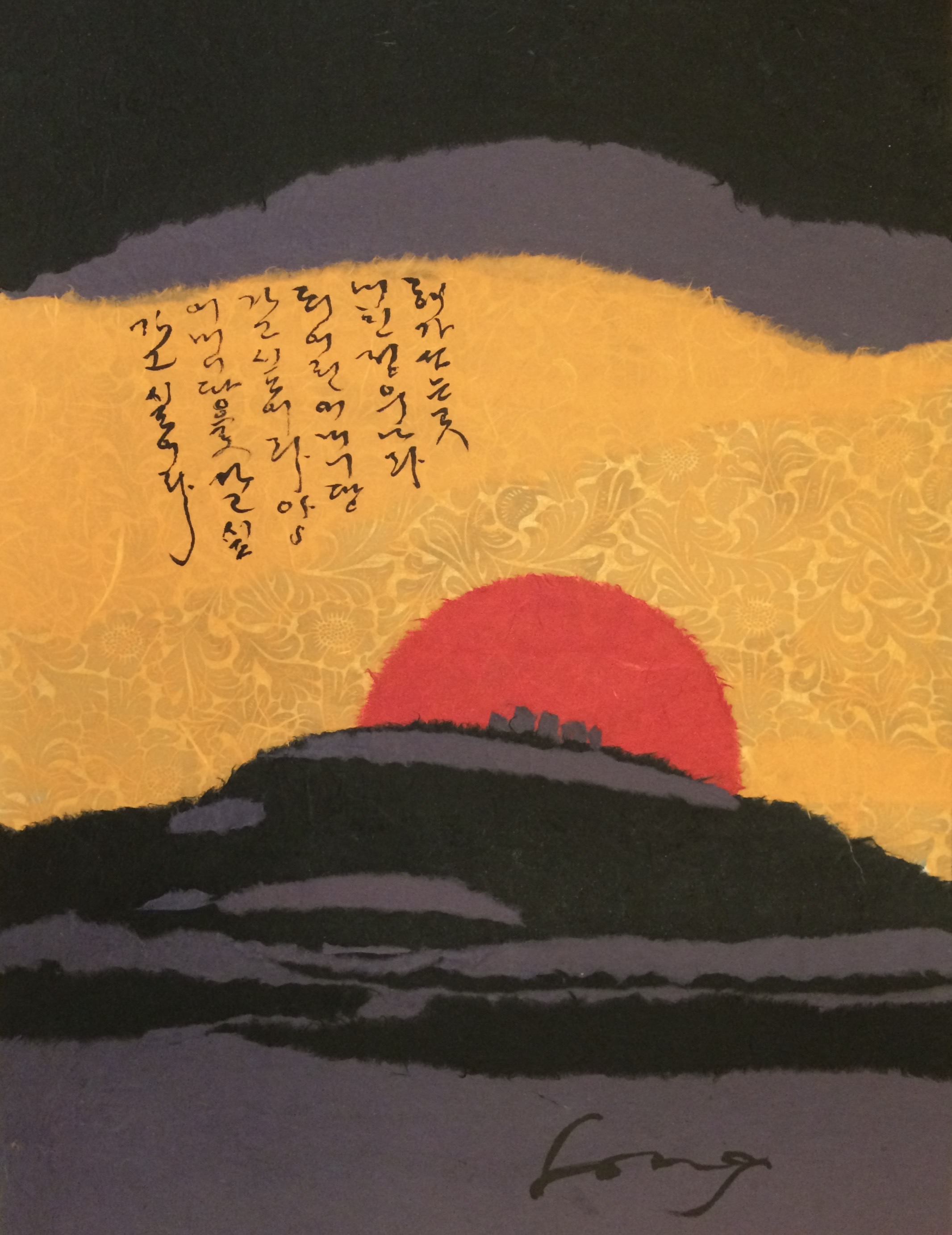
Die Mutter-Erde (2021)

## Ausstellungen
- 1976: Galerie Pfeifer, Biedenkopf
- 1979: Marburger Kunstverein, Marburg
- 1984: Galerie des Kunstrings Breskens, Holland
- 1985/92/96/2005: Museum der Stadt Bad Berleburg
- 1988: Haus der ostasiatischen Kunst, Schatzinsel, Stuttgart
- 1989: Deutsch-Asiatisches Begegnungszentrum, München
- 1990: Galerie Veltzke, Bremen
- 1992: Wilhelm-Morgner-Haus, Soest
- 1994: Schloß-Klinik, Pulsnitz b. Dresden
- 1995: Werkstatt Wort und Bild, Bochum
- 1997: Forum book Art, Haus der Buchkunst, Hamburg (Sammlung heute im Museum der Arbeit Hamburg)
- 1997: Galerie Müller-Brunert, Köln
- 1999: Papierkunst Raum, Meckenheim
- 2001: Kunsthalle der Stadt Kwangmyung, Korea
- 2003: Galerie am Turm, Bielefeld
- 2004: „Träume fallen nicht vom Himmel“, Erndtebrücker Eisenwerk
- 2005: Museum der Stadt Bad Berleburg
- 2005: Städtische Galerie Haus Seel, Siegen
- 2007: Skript on, Wissenschaftspark in Gelsenkirchen
- 2007: Abschied lässt Liebe keimen, Wittgensteiner Kunst-Gesellschaft, Bad Berleburg
- 2008: Galerie Kuckucksnest, Berlin
- 2010: Schriftbild, Inselgalerie, Berlin
- 2018: Klänge des Lebens, Städtische Galerie Haus Seel, Siegen
- 2020: Tochter des Südens, Nham-hee Trifft Ida Dehmel, zum 75. Geb., Galerie GEDOK Berlin

Nham-hee Völkel-Song hat seit 1976 an über 100 Gruppenausstellungen in Deutschland, Ländern der Europäischen Union, China und Korea teilgenommen.

## Schriften
- Nham-Hee Völkel-Song: Schriftmalen in die Ferne. Leitfaden der koreanischen Kalligraphie. Mit Nina-Su Birkenhauer. Ed. Yuhrim 2005. ISBN 978-3-00-015766-0